# الوقف على المسجد الأقصى
الوقف على المسجد الأقصى يعود أول وقف على المسجد الأقصى إلى تاريخ عهد الصحابة، فقد بُني المسجد الأقصى بناءً بسيطاً من الخشب في عهد عمر ابن الخطاب عقب زيارة عُمر له بعد الفتح، ثم وسَّعه معاوية بن أبي سفيان ليسع (ثلاثة آلاف مصلٍّ)، وقد توسعت أوقاف المسجد الأقصى في عهد الأمويين، وقام الخليفة الأموي (الوليد بن عبد الملك ) بتوسعته في الفترة ما بين (90هـ- 96هـ)، ثم جدَّده العباسيون في عهد أبي جعفر المنصور، وفي عهد الخليفة المهدي، ثم جاء الأيوبيون، وأعادوا تعمير الحرم القدسي، بما في ذلك المسجد الأقصى، وفي عهد المماليك اختار كثير من السلاطين والأمراء والتجار وغيرهم المشاركة في الأوقاف على المسجد الأقصى، فأقاموا المؤسسات المتنوعة، وأوقفوا عليها الأوقاف، وارتبط كل وقف بحجة شرعية، وأما في العهد العثماني، فقد حظيت الأوقاف بعناية كبيرة واهتمام من الدولة العثمانية، وأوقف السلاطين والأمراء العثمانيين أوقافاً كثيرة للمسجد الأقصى.

## أوقاف المسجد الأقصى في عهد الصحابة
إن الأوقاف التي اختصّت بالمسجد الأقصى، كان جزءٌ منها واقعًا داخل مدينة القدس، والجزء الآخر يقع خارجها، ويُنسب أول وقف على المسجد الأقصى إلى تاريخ عهد الصحابة، فأول من بناه بعد الفتح الإسلامي هو (عمر بن الخطاب)، وقد بُني المسجد الأقصى بناءً بسيطاً من الخشب، وذلك عندما فتح الله بيت المقدس على يد عمر بن الخطاب، وجاء بنفسه ليكتب العهد لأهلها، زار مكان الصخرة المشرفة، وكانت قد تجمعت عليها الأقذار، فأخذ الخليفة ينظّفها بنفسه، وحذا حذوه من كان معه من الصحابة والقواد حتى رفعت الأقذار، ثم أمر (عمر) ببناء مسجد، فبني من الخشب، وكان في بقعة الحرم الشريف، يحاذي السور الشرقي لبناء المسجد الأقصى اليوم.

## أوقاف المسجد الأقصى في العهد الأموي
توسعت الأوقاف على المسجد الأقصى في العهد الأموي، وقام معاوية بن أبي سفيان بتوسعته، ليسع (ثلاثة آلاف مصلٍّ)، وبه محراب يُسمى باسم معاوية، ثم قام بتجديد البناء على القواعد القديمة عبد الملك بن مروان، وأكمل البناء ابنه الوليد، وأنفق على المسجد الأقصى وقبة الصخرة ملايين الدنانير الذهبية.
وقد أكد ذلك أوراق من البردي تحدثت عن مراسلات جرت بين والي مصر قرة بن شريك، عامل الوليد على مصر، وبين حاكم منطقة مصر العليا، تضمنت كشفاً بنفقات العمال الذين شاركوا في بناء المسجد الأقصى، وكان بعض النحّاتين الأقباط في العهد الأموي، قد ساهم في زخرفة وتزيين بعض ألواح المسجد الأقصى.

## أوقاف المسجد الأقصى في العهد العباسي
وفي العهد العباسي اهتم حكام الدولة العباسية بإصلاح وترميم المسجد الأقصى، ليبرهنوا على أهمية هذا المسجد كوقف إسلامي، كما جرى في عهد أبي جعفر المنصور، الذي اهتم بالمسجد الأقصى، فزار القدس مرتين فكانت الزيارة الأولى كانت في سنة (١٤٠هـ/ ٧٥٨م)، حيث نزل بيت المقدس وهو في طريق عودته من الحج، وصلى في المسجد الأقصى، وعمل على ترميمه وإصلاحه بعد حدوث الزلزال الأول سنة 130هـ.
ولما أتى ابنه (المهدي) إلى بيت المقدس ودخل قبة الصخرة، قال: يا أبا عبيد الله، وهذه رابعة، وكانت زيارة المهدي بيت المقدس سنة 163هـ (779م) وعندها أمر برم ما أخربته الزلازل من عمارة أبيه المنصور في المسجد الأقصى ونقص من طول المسجد وزاد في عرضه.
وتم تجديد بناء الصخرة في أيام المأمون بن الرشيد سنة (216هـ)، ثم حدث زلزلال سنة 407 هـ، فتهدمت قبة الصخرة وبعض الجدران، فجددها الظاهر الفاطمي سنة (413هـ)، وزيد فيه البناء المسمّى بجامع النساء.

## أوقاف المسجد الأقصى في العهد الأيوبي
لقد اهتم الأيوبيون بعمارة المسجد الأقصى والأوقاف عليه، وكانت البداية، بعدما استعاد (صلاح الدين الأيوبي) القدس من الصليبين، فأعاد الحرم إلى ما كان عليه، وأمر بترميم محراب الأقصى، ثم جاء من بعده الملك المعظم عيسى ابن أخي صلاح الدين فقام بعمارة (واجهة) المسجد الأقصى الشمالية، والرواق الموجود في مدخله من تلك الجهة.
ومن أبرز الأوقاف على المسجد الأقصى في العهد الأيوبي، ما يلي:

### ترميم المسجد الأقصى وتجديده وزخرفة المحراب المقدس
وقد قام بهذا الوقف (صلاح الدين يوسف بن أيوب)، وقد ورد في إحدى النقوش: "أمر بتجديد هذا المحراب المقدس وعمارة المسجد الأقصى الذي هو مؤسس على التقوى: "(أبو المظفر صلاح الدين) عندما فتح الله على يديه في سنة (583هـ)، ورتب في المسجد الأقصى وقبة الصخرة الخطباء والأئمة والمؤذنين والقومة، وأحضر إليها المصاحف والربعات؛ كما قام صلاح الدين بإنشاء المدارس والأربطة وأوقف على ذلك أوقافا جليلة.

### خانقاه سعيد السعداء
أنشأها صلاح الدين الأيوبي ووقف عليها أوقافاً، واستمرت عامرة إلى عهد السيوطي، ومن بعده.

### الزاوية الخُتَنِيّة
أنشأها صلاح الدين الأيوبي عام (587هـ)، وتقع بداخل المسجد الأقصى،  وأوقفها على الشيخ جلال الدين أحمد بن محمد الشاش، وعرفت بـ: "الختنية" نسبة إلى الشيخ الختني.

### وقف ابن مزهر على قراءة القرآن بقبة الصخرة
وهذا الوقف يتكون من مزرعة حاوحة (عين حاوحة)، وكان ذلك في سنة (594هـ)، وأوقف على (الشيخ عبد العزيز)، وبعد الانقراض على الصخرة الشريفة والمسجد الأقصى، وأوقف قرية (حراب) تابع للقدس الشريف.

### وقف الملك الأفضل نور الدين علي، بن صلاح الين
وهو وقف بجميع المنطقة خارج الجدران الغربية للحرم الشريف في القدس، والمعروفة بحي المغاربة، وجعلها وقفاً لمنفعة جميع المغاربة المقيمين بالقدس الشريف، والقادمين إليه من المغاربة، ذكوراً وإناثاً.

### وقف الملك المعظم عيسى
فقد شيد المدرسة النحوية سنة (604هـ)، والمدرسة المعظمية سنة (614هـ)، وقام ببناء القناطر الجنوبية الشرقية لصحن الصخرة المقدسة سنة (608هـ)، وغير ذلك بالمسجد الأقصى.

## أوقاف المسجد الأقصى في العهد المملوكي
وأما في العهد المملوكي، فقد تسابق الأمراء والسلاطين إلى الوقف، واهتم المماليك في وقفهم اهتماماً كبيراً على المسجد الأقصى، لأهميتها ومكانتها عند المسلمين، فكان لها نصيب وفير من الوقف المملوكي، والأعمال الخيرية، والمؤسسات العلمية والدينية، وغيرها.
ومن أبرز الأوقاف على المسجد الأقصى في العهد المملوكي، ما يلي:

### الخانات
ومنها، (خان الوكالة): والذي أمر بإنشائه الظاهر بيبرس، سنة (662هـ)، حيث أن هذا الخان كان جارياً في وقف الصخرة والمسجد الأقصى، وقد بلغت أجرته السنوية (أربعمائة دينار)، ومنها (خان الفحم)، و (خان المصرف)، وقد كانت هذه الخانات إما منسوبة إلى السلع التجارية التي تباع فيها، مثل: خان الزيت، الذي يعد من أكبر الخانات في القدس، أو خانات تقدم خدمات للأفراد، وقد كان الخان والجاري في وقف المسجد الأقصى وقبة الصخرة يؤجر من قبل ناظر الحرمين الشريفين، البالغ إيراده (8000 درهم).

### تعمير سقف المسجد الأقصى وترميم قبة الصخرة
وقد قام السلطان المنصور قلاوون الألفي سنة 686هـ بتعمير "سقف المسجد الأقصى من جهة القبلة مما يلي الغرب عند جامع الأنبياء، وفي أيام (السلطان الملك العادل كتبغا) في سنة 665 جدَّد عمل فصوص الصخرة الشريفة وعمارة السور الشرقي المطل على مقبرة باب الرحمة، وفي أيام السلطان الملك المنصور لاجين جدَّدت عمارة محراب داود الذي بالسور القبلي عند مهد عيسى عليه السلام بالمسجد الأقصى.

### وقف ملك المغرب
علي بن عثمان بن يعقوب الماريني: وهو عبارة عن مصحف كتبه بخط يده، وأوقفه سنة (753هـ) على المسجد الأقصى، وعين عليه أبا محمد ابن عبد الله بن أبي مدين ناظراً يُعنى بالمحافظة عليه، ويتأكد من أنه يُتلى منه داخل حرم المسجد الأقصى.

### المدرسة الفارسية
بداخل المسجد الأقصى الشريف، وقد أوقف عليها حصة من قرية طولكرم بفلسطين في الثالث من شعبان سنة (755هـ)، تتداخل مع المدرسة الأمينية في غرف الطابق العلوي، وهي حالياً دار للسكن لأبناء الشيخ إبراهيم العوري.

### المدرسة الطولونية
بداخل المسجد الأقصى على الرواق الشمالي، وبين باب حطة الأسباط، وقفها شهاب الدين أحمد بن الناصر محمد الطولوني الظاهري، وكان بناؤها زمن السلطان الظاهر برقوق، قبل سنة (800هـ)، وكتب لها وقفاً سنة (827هـ)، حيث تقول الوقفية: "أن الواقف وقف وحبس جملة المدرسة الكائنة في القدس المبارك الشهيرة بالطولونية الواقعة في صف الأنبياء من المسجد الأقصى المستغنية عن التحديد والتوصيف لشهرتها من مكانها على الفقهاء والمتفقهة المحصلين والمعلمين والمتعلمين والمشتغلين بالعلوم.

### رباط علاء الدين البصير
ويقع هذا الرباط باب الناظر شنال الطريق المؤدية إلى المسجد الأقصى وينسب إلى واقفه الأمير (علاء الدين أيدغوي بن عبد الله الصالحي، المعروف بالبصير، ناظر الحرمين الشريفين، وقد وقفه سنة 666هـ في عهد الظاهر بيبرس، وقد وقف جميع داخل الباب من الأقباب والساحة على الفقراء الواردين لزيارة القدس الشريف.

### المدرسة الغاردية
وتقع داخل المسجد الأقصى، واقفها (الأمير ناصر الدين محمد بن دلغادر)، بعد أن عمرتها زوجته (مصر خاتون)، وتم بنائها في سلطنة الأشرف برسباي، سنة (368هـ).

### المدرسة الأشرفية السلطانية الاشرفية
وتقع داخل المسجد الأقصى الشريف، بالقرب من باب السلسلة، وسبب بنائها، هو أن الأمير حسن الظاهري كان قد بنى المدرسة القديمة للملك الظاهر خشقدم، ثم بعد وفاته سأل الملك الأشرف قايتباي قبولها، فقبلها منه ونسبت اليه ورتب لها شيخاً، وصوفية وفقهاء وصرف لهم المعاليم ثم حضر الملك الاشرف قايتباي الى القدس الشريف في سنة ثمانين وثمانمائة فلم تعجبه، فلما كان في سنة اربع وثمانين جهز خاصكي بهدمها وتوسيعها بما يضاف اليها من العمائر، فكان الابتداء في حفر أساس المدرسة في رابع عشر شعبان سنة خمس وثمانين، وعمل على ظاهرها الرصاص المحكم، بظاهر المسجد الأقصى.

### أوقاف الملك الأشرف إينال
فقد جدَّد بناء المسجد الأقصى بإشراف ناظر الحرمين الشريفين –الأمير عبد العزيز العراقي المشهور بابن المعلاق-، ويذكر أنه جدَّد الرصاص الذي كان يكسو قبة الأقصى، وسقفه برصاص آخر في زمن السلطان –الأشرف قايتباي- في سنة 884هـ.

## أوقاف المسجد الأقصى في العهد العثماني
يظهر بشكل جلي اهتمام الدولة العثمانية في مراتبها التنظيمية والإدارية كافة، وعلى أعلى المستويات بأوقاف القدس الشريف بصورة عامة، والمسجد الأقصى بصورة خاصة، كما أن الأمر لم يقتصر على الاهتمام؛ بل أحدثت لأوقاف المسجد الأقصى السابقة مخصصات مالية جديدة، فضلاً عن الأوقاف التي وُقِفت للمسجد الأقصى، كأوقاف السلاطين، والأمراء الذين حكموا القدس، ومن النماذج الوقفية في عهد الدولة العثمانية، ما يلي:

### إنشاء سُبل للمياه العذبة
وقد أنشات عدّة سبُل للمياه العذبة في الطرق المؤدية إلى المسجد الأقصى، بالقرب من مداخله.

### تجديد بناء وترميم المسجد الأقصى
وتم تجديد ذلك في عهد السلطان سليمان القانوني، وجعل له سورين، أحدهما للمدينة، والآخر للحرم القدسي، كما أقام السلاطين العثمانيين بالعناية التامة بالحرم القدسي، والمسجد الأقصى، وقبة الصخرة، وأقاموا قبّة، شمال قبة الصخرة، وعُرفت باسم (قبة الأرواح)، وقبة يوسف أيضاً، على سطح قبة الصخرة إلى غرب منبر برهان الدين، كما أقاموا عدداً من المحاريب، مثل محراب قبة النبي بين بناء قبة الصخرة وقبة المعراج، ومحراب علي باشا بداخل ساحة الحرم، ورمّم مسجد الصخرة في السلطان عبد الحميد، وجُدِّدت عمارة السبيل الكبير، الذي بناه في الأساس السلطان المملوكي قايتباي، وزود مسجد الصخرة والمسجد الأقصى بعدد وافر من السجاد وبالثريا البديعة، وكتب سورة يس، وفتح باب جديد في سور القدس، عُرف باسم الباب الجدي، أو باب عبد الحميد.

### المدرسة العثمانية بباب المتوضأ
واقفتها امرأة، اسمها أصفهان شاه خاتون، وتدعى خانم، وعليها أوقاف بتركيا وغيرها في هذه البلاد، وذلك سنة(840هـ)، وقد كان لها دور كبير في الحركة العلمية في القدس، ومن مدرسيها شيخ الإسلام سراج الدين عمر أبي عبد اللطيف المفتي في الديار المقدسية، وجار الله بن أبي حافظ الدين المقدسي، وتتكون من طابقين، جزء منها يقوم على الرواق الغربي للمسجد الأقصى، يتم الوصول إليها عبر مدخل مرتفع جميل ذي حجارة بيضاء وحمراء، ولقد رممت من قبل المجلس الإسلامي الأعلى، وقامت السلطات الصهيونية بحفريات تحتها مما أدى إلى تصدع مبناها ومسجدها، وتم إغلاق البئر الموجود داخلها نتيجة تشقق أرضيته وجدرانه وسقوط أحد الأقواس الحاملة، ويستخدم جزء منها حالياً للسكن، يرابط فيها بعض آل الفتياني، واستولى المحتلون الصهاينة على جزء آخر، وأغلقوا نافذته بالحجارة، وهو مطل على ساحات المسجد الأقصى.

### وقف محمد باشا (صاحب الخيرات)
وقد جاءت أوقاف محمد باشا شاملة وتنوعة في مصارفها وأوقافها، ومنها: دار في محلة باب الغوانمة، على شخص يقرأ ما تيسر من القرآن، وحاكورة في محلة باب العمود، على مريدو الطريقة المولوية وأتباعها المقيمون في التكية المولوية.

### وقف الشيخ مصطفى بن فخر الدين
وهي عبارة عن أوقاف على المؤذنين في المسجد الأقصى، وله على قبة الصخرة قنديل معلق يشعل ليلاً ونهاراً.

## وصلات خارجية
- الأوقاف الإسلامية بجوار المسجد الأقصى بالقدس أصلها وتاريخها
- الأوقاف على القدس - د. مصطفى عبدالغني